# Позняков, Николай Иванович
Никола́й Ива́нович Позняко́в (27 апреля [9 мая] 1856, с. Ивановское, Тверская губерния — 18 сентября [1 октября] 1910, Санкт-Петербург) — русский писатель, поэт, педагог, переводчик, библиограф, библиофил.

## Начало биографии
Николай Иванович родился 27 апреля 1856 года в селе Ивановском Старицкого уезда Тверской губернии. В 1867 году он был помещен в пансион Санкт-Петербургской Ларинской гимназии, курс которой и окончил в 1879 году. Дальнейшее образование получал на юридическом факультете Санкт-Петербургского университета, который так и не закончил, всецело отдавшись журналистской деятельности. Ухудшившееся материальное положение заставило думать в первую очередь о минимальном материальном достатке, чтобы пережить с женой и маленькими детьми очень тяжёлый и продолжительный период нужды.

## Педагогическая и академическая деятельность
Педагогическую деятельность начал в должности преподавателя в 1886 году, познакомившись с директором частной гимназии Я. Г. Гуревичем. Он начал давать частные уроки, которые ему предоставил Гуревич. В конце 1888 года Позняков занял место архивариуса при Императорской Академии наук. Но и это его не удовлетворило: он видел, что, не окончив курс университета, он не сможет занять подобающего места в обществе и стать таким деятелем, каким хотел, поэтому в 1890 году он всё-таки получил университетский диплом, что помогло ему сразу же стать преподавателем русского языка и словесности в Павловском и Елизаветинском институтах, а также в Василеостровской женской гимназии. К этим должностям прибавилась должность архивариуса Конференции при Императорской Академии наук, заведующего книжным складом академии. С 1895 по 1905 год при посредничестве Я. Г. Гуревича он заведовал делопроизводством Постоянной комиссии для пособия нуждающимся литераторам и публицистам при Академии Наук.

## Литературная деятельность

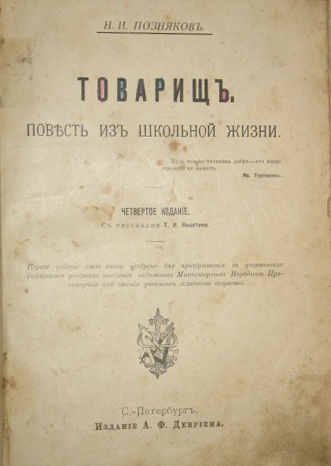
«Товарищ», повесть Н. И. Познякова, титульный лист

Литературная деятельность Н. И. Познякова началась в 1879 году, когда в печати появился его первый рассказ «Литератор». После этого не было ни одного мало-мальски известного журнала, в котором не участвовал бы Н. И. Позняков: «Нива», «Отечественные записки», «Русское богатство», «Живописное обозрение», «Исторический вестник», «Русская мысль». Им публиковались стихи, проза, критические обзоры современной литературы. В журналах «Стрекоза», «Будильник», «Осколки» и т. п. рассеяны его многочисленные юморески и фельетоны. Его произведения в различных жанрах пользовались успехом в разночинских кругах, но основное амплуа автора сложилось в качестве писателя и поэта для детей и юношества. Педагогическая работа и знание детской психологии привели к успеху его сборников «Почитать бы», «Лис-хитродум» и т. д. В «Русских ведомостях» в 1885—1890 гг. он помещал систематические обзоры детской литературы и рецензировал детские книги. Немало сотрудничал он и в узкоспециальных педагогических журналах («Женское образование» — с 1881 по 1895 год он вел критический отдел в журнале В. Д. Сиповского; «Образование», «Воспитание и обучение», «Вестник воспитания», «Русская школа»), помещая в них педагогические статьи и критические обзоры педагогической и детской литературы. Его интересовали вопросы детского чтения. Им был написан ряд статей по этому вопросу: «Что и как читать детям» («Русская школа», 1892), «Детская книга, её прошлое, настоящее и желательное» («Исторический вестник», 1895) и другие. Среди произведений «взрослой» литературы следует отметить «Дневник Магдалины» — история падения милой и скромной девушки; «Житейские рассказы», роман «Тайна», рассказы «По захолустьям»; поэтический сборник «В лучшие годы».
По личным склонностям Н. И. Позняков был близок к кружку петербургских литераторов и поэтов «Пятница», исповедовавших принципы «чистого искусства»: Э. Э. Ухтомскому, П. П. Гнедичу, К. С. Баранцевичу, Н. Н. Брешко-Брешковскому, Вас. И. Немировичу-Данченко, И. И. Ясинскому. Принял участие в их изданиях. Состоял в переписке с И. А. Буниным, А. П. Чеховым и т. д.
В 1905 году Н. И. Позняков серьёзно заболел и умер 18 сентября 1910 года.

## Курьёзы

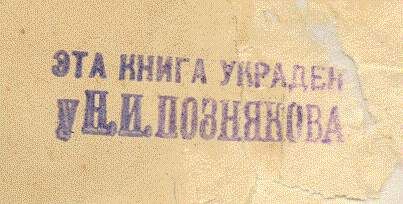
Знаменитый «курьезитет» Н. И. Познякова

Но более всего Н. И. Позняков известен в качестве крупного библиографа и библиофила. Среди книгоманов он известен благодаря курьёзному экслибрису, который он придумал с целью обезопасить свою богатую библиотеку от расхищения своими друзьями. Мысль Познякова проста, он изложил её в журнале «Известия книжных магазинов товарищества М. О. Вольф» (1903): поскольку главный враг библиотек — друзья и приятели хозяина дома, а не профессиональные воры, чтобы гарантировать возврат книг в свою библиотеку от забывчивых друзей, Позняков нанёс на свои книги экслибрис с надписью: «Эта книга украдена у Н. И. Познякова». По мысли Познякова, из-за небрежения читателей разрозниваются многотомные собрания сочинений любимых авторов, только потому, что бравшим книги было лень их возвращать. Но помогло ли устрашающее тиснение на корешке? Николай Иванович не смог скрыть глубочайшего разочарования: как брали, так и берут, как забывали возвратить, так и теперь забывают!..
Библиограф Олег Ласунский свидетельствует, что история с экслибрисом имела продолжение. Николай Иванович не учёл одного обстоятельства: книги из его библиотеки существовали и после его смерти. Они хранили на себе экслибрис своего владельца, напоминавший о его маниакальной привязанности к ним. После того как Н. И. Позняков умер, его наследники оказались в неприятной ситуации. Громадную библиотеку надлежало распродать, а букинисты, дорожа собственным реноме, отказывались брать книги со свирепым экслибрисом. Тогда было решено перештемпелевать книги, что и было сделано. Рядом с прежним экслибрисом появился штамп: «После смерти Н. И. Позднякова продана». Фамилия Познякова была искажена: через «д». После этого собрание Познякова поступило в лавки и постепенно «украденные» книги разошлись по всему свету. Именно так «Словарь церковно-славянского и русского языка» в двух томах, составленный вторым отделением Императорской Академии наук (Санкт-Петербург, 1867—1868), попал из Оксфорда к О. Ласунскому.

## Библиография

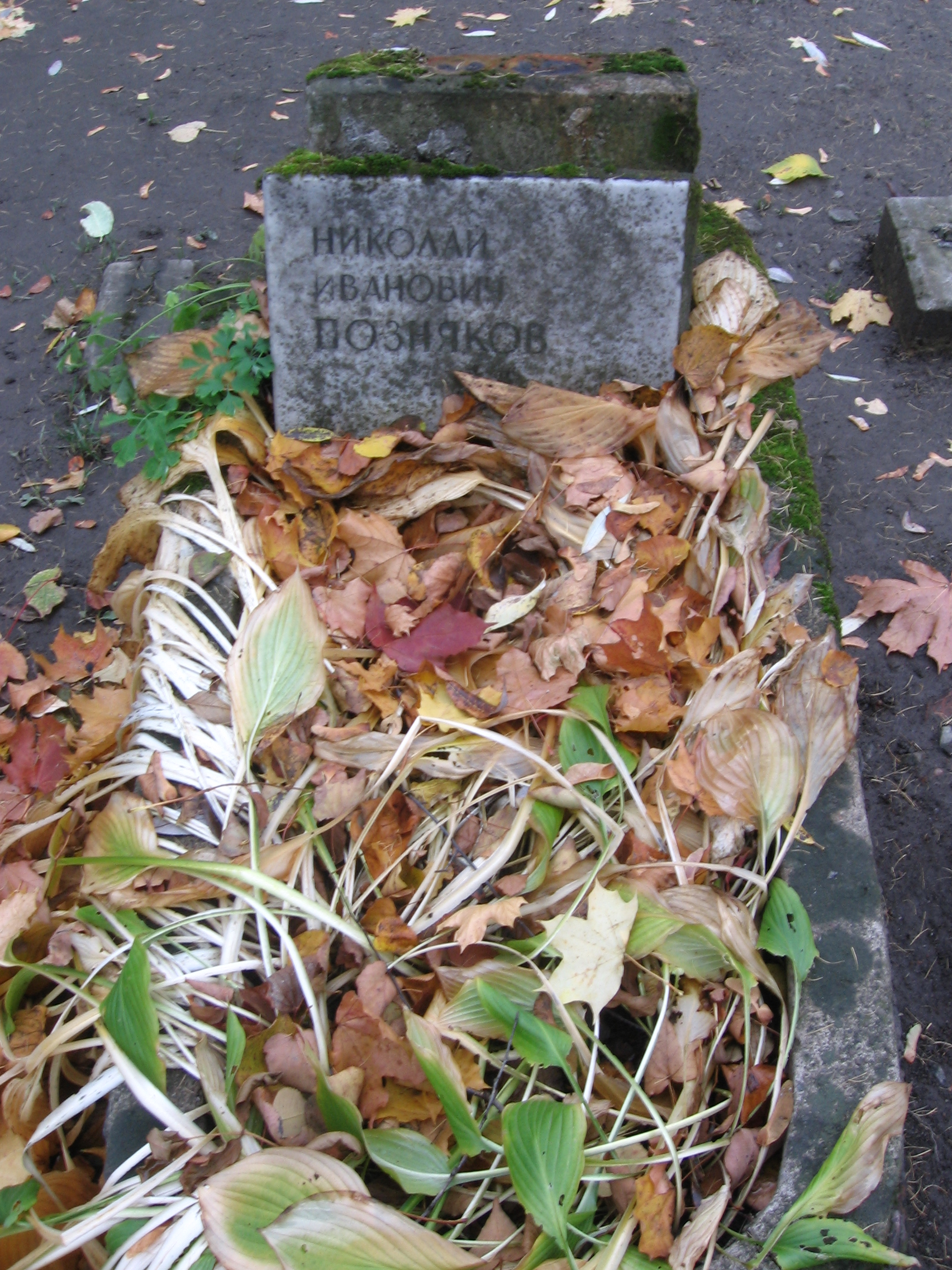
Надгробие Н. И. Познякова на Литераторских мостках